# Pseudometriskt rum
I matematiken är ett pseudometriskt rum en mängd med en tilldelad avståndsfunktion, en pseudometrik, i likhet med ett metriskt rum, men i ett pseudometriskt rum kan avståndsfunktionen bli noll även om elementen inte är lika.
Ibland, framförallt inom funktionalanalys, används termen semimetrisk rum om pseudometriska rum; dock har semimetriskt rum en annan betydelse inom topologi.

## Definition
Ett pseudometriskt rum är ett par {\displaystyle (X,d)} där {\displaystyle X} är en mängd och {\displaystyle d} är en pseudometrik. Villkoren för en pseudometrik är, för {\displaystyle x,y\in X}:
{\displaystyle d(x,y)\geq 0}
{\displaystyle d(x,x)=0\,}
{\displaystyle d(x,y)=d(y,x)\,} (symmetri)
{\displaystyle d(x,z)\leq d(x,y)+d(y,z)} (triangelolikhet)
Skillnaden mellan en metrik och en pseudometrik är alltså att för en pseudometrik implicerar inte {\displaystyle d(x,y)=0} att {\displaystyle x=y}, vilket är fallet för en vanlig metrik.

## Exempel
Pseudometriska rum dyker upp i funktionalanalys. Om man till exempel betraktar ett rum {\displaystyle X} och utifrån detta skapar ett nytt rum {\displaystyle {\mathcal {F}}(X)} som består av alla funktioner {\displaystyle f:X\to \mathbb {R} }. Om vi väljer ett speciellt element {\displaystyle x_{0}\in X}, kan vi få en pseudometrik på {\displaystyle {\mathcal {F}}(X)} genom:
{\displaystyle d(f,g)=|f(x_{0})-g(x_{0})|\,}.
där {\displaystyle f,g\in {\mathcal {F}}(X)}.
I ett vektorrum kan man inducera en pseudometrik från en pseudonorm, {\displaystyle p} genom:
{\displaystyle d(x,y)=p(x-y)\,}

## Metriska rum från pseudometriska rum
Man kan, utgående från ett pseudometriskt rum, bilda ett metriskt rum.
Låt (X,d) vara ett pseudometriskt rum. Definiera en ekvivalensrelation, {\displaystyle \sim }, på X genom:
{\displaystyle x\sim y\,} om  {\displaystyle d(x,y)=0\,}
och låt {\displaystyle X^{*}} vara mängden av ekvivalensklasser som uppstår. Definiera sedan metriken:
{\displaystyle d^{*}([x],[y])=d(x,y)\,}
då {\displaystyle (X^{*},d^{*})} är ett metriskt rum.

### Exempel
Det viktiga exempel för den här ekvivalensrelation är {\displaystyle L^{p}}-rummet när {\displaystyle L^{p}}-normen
{\displaystyle \|f\|_{p}:=\left({\int |f|^{p}}\right)^{1/p}}
för {\displaystyle f\in L^{p}} formar en pseudometrik
{\displaystyle d(f,g):=\|f-g\|_{p}}
för {\displaystyle f,g\in L^{p}}. Vi definiera {\displaystyle L^{p}}-rummet (med samma symbol) så att det har metriken {\displaystyle d^{*}\,} för ekvivalensklasser.